# Erwin Grueber
Erwin Grueber (* 5. August 1846 in Arnsberg; † 15. November 1933 in Kochel) war ein deutsch-britischer Rechtswissenschaftler aus dem Sauerland.

## Leben
Erwin Grueber wurde am 5. August 1846 in Arnsberg geboren. Seine Mutter war Johanna Bertha, genannt Berthe, die am 11. September 1819 geborene Tochter des Rechtshistorikers Johann Suibert Seibertz und der Julia Arndts. Sein Vater war der Regensburger Baumeister und Historiker Professor Bernhard Grueber.
Erwin Grueber wuchs unter neun Geschwistern auf. Sein Bruder Albert hatte das zeichnerische Talent des Vaters geerbt und wurde ein bekannter Genremaler. Seine ersten Lebensjahre und auch die Anfangsgymnasialzeit verbrachte Grueber in Arnsberg im Haus seiner Großeltern. Das Abitur legte Grueber in Prag ab. Als Einjährig-Freiwilliger machte Grueber im 2. Infanterie-Regiment den Feldzug 1870/71 mit.
Am 19. Oktober 1882 heiratete Grueber in München Marie Luise Kreszentia Strobl, die am 15. Juni 1855 geborene Tochter des fürstlich taxischen Ratsherrn Joseph Strobl und der Rosalin Hauff. Erwin Grueber kehrte nach der Hochzeit zurück nach England. Am 10. September 1894 wurde ihm sein einziges Kind, Bertha Marie Emma Franziska Maximiliana Virginia, genannt Mimi, geboren.
Er war seit dem Sommersemester 1921 Ehrenmitglied der katholischen Studentenverbindung KBStV Rhaetia München.
Nach seiner Emeritierung zog sich Grueber in sein Landhaus zu Kochel zurück. Er starb dort im Alter von 87 Jahren am 15. November 1933.

## Beruflicher Werdegang
Sein juristisches Studium begann Erwin Grueber in Berlin. Danach ging er nach Greifswald, später nach München. Angeregt durch seinen Onkel, den Pandektisten Ludwig von Arndts ergab sich seine Neigung zum römischen Recht.
In der Zeit vom 17. Februar 1871 bis 4. Mai 1871 absolvierte er einen Vorbereitungsdienst beim kgl. Stadtgericht in München und vom 15. Mai 1871 bis 4. Januar 1872 beim Bezirksgericht in Weilheim, anschließend wieder beim Stadtgericht in München. Vom 5. Juli 1872 bis 1. November 1872 praktizierte Grueber beim Stadtmagistrat in München und vom 2. November 1872 bis 5. Juli 1873 beim königlichen Bezirksamt in München. Als Mitarbeiter arbeitete Grueber vom 6. Juli 1873 bis 3. März 1875 an der Ludwig-Maximilians-Universität München. Am 14. März 1874 promovierte er hier summa cum laude. Ein Jahr später habilitierte sich Grueber für Römisches Recht.
Am 5. August 1881 folgte Grueber einem Ruf an die Universität Oxford, um Römisches Recht zu lehren. 12 Jahre lebte Grueber in Oxford und lehrte hier vorrangig Römisches Recht, dann auch Zivilrecht. Unter seiner Aufsicht erschien eine englische Übersetzung zu den Institutionen des Kaisers Justinian, zu der er eine Einleitung schrieb und in Oxford erschien auch sein Buch, The Lex Aquilia, 1886.
Im Jahr 1893 kehrte Grueber an die Münchener Universität zurück, da er mit Herausgabe der Juristischen Enzyklopädie von Ludwig von Arndts betraut worden war. Danach schrieb er über dasselbe Thema in Birkmeyers Enzyklopädie. 1896 erhielt er eine außerordentliche Professur an der juristischen Fakultät der Universität München. Viele Sauerländer zählte Grueber zu seinen Schülern. Er war Mitglied des Sauerländer Heimatbundes. Des Weiteren war Grueber auch Mitglied der Gesellschaft für Hochschulpädagogik.
1907 gab Grueber das Buch "Einführung in die Rechtswissenschaft" heraus, das in einfacher und fasslicher Form die Anfänger in die Grundbegriffe und den Hauptinhalt der Rechtsdisziplin einführen sollte. Im gleichen Jahr kaufte Erwin Grueber eine Villa in Kochel (Oberbayern), sie wurde die Grueber-Villa genannt. Am 13. Mai 1911 wurde Grueber mit dem Hofratstitel geehrt.
Gruebers Buch "Einführung in die Rechtswissenschaft" erschien in mehreren Auflagen. 1918 überarbeitete er dieses Buch insbesondere für die Kriegsteilnehmer des Ersten Weltkrieges, die ihr juristisches Studium hatten unterbrechen müssen. Diese "Einführungen" legte Grueber dann auch seinen Vorlesungen zugrunde. Seine schriftliche Darlegung bot jedem "Erstsemester" in kürzester Zeit die Wiedereinführung in das Rechtsstudium und bot als Übersicht über das gesamte juristische Wissen zugleich die Möglichkeit, überall an das früher Gehörte und Durchgearbeitete wieder anzuknüpfen und die Fühlung mit dem geltenden Recht wieder zu gewinnen. Wie notwendig eine solch vereinfachte übersichtliche Darstellung für die Kriegsteilnehmer war, zeigte die sofort nach dem Erscheinen vergriffene Auflage der Einführung in die Rechtswissenschaft mit Nachtrag. Grueber hatte außerdem im Anhang oder Nachtrag viele Anmerkungen eingefügt, mit deren Hilfe die Studenten die erstrebte Durcharbeitung der Hauptgrundsätze des Bürgerlichen Rechts erreichten, was eine ausreichende Vorbereitung für die normalen Vorlesungen des bürgerlichen Rechts bildete. Für die Kriegsteilnehmer empfahl Grueber für die ersten zwei Friedensjahre das Trimester einzuführen. Das heißt, dass der Kriegsteilnehmer sein Studium, wenn er es denn erst begann, in zwei statt in drei Jahren zum Abschluss bringen konnte, da die vorlesungsfreie Zeit kürzer war als bei den Semestern.
1916 hielt Grueber einen Vortrag auf einer Veranstaltung des Vereins "Deutsche Wacht", auf der auch König Ludwig III. von Bayern erschienen war, über das Thema: „Was können unsere Universitäten und Hochschulen für ihre Kriegsteilnehmer tun?“ In diesem Vortrag machte Grueber in 11 Leitsätzen die Bedeutung der Trimestrierung und die hierfür weitergehenden Reformen, aber auch die notwendige finanzielle Unterstützung für die Kriegsteilnehmer deutlich. Dieser Vortrag wurde 1918 in dem gleichnamigen Buch veröffentlicht. Grueber selbst und der Verlag verzichteten auf jeden Anteil aus dem Erlös des Buches. Der Reinertrag floss bedürftigen Kriegsteilnehmern zu.
Mit einer akademischen Feier wurde Grueber im März 1924 zu seinem goldenen Doktorjubiläum geehrt. Es wurde ihm für seine Lehrtätigkeit als Privatdozent und Professor auf den Gebieten des römischen, des deutschen bürgerlichen Rechts und der Rechtsenzyklopädie gedankt. Auch wurde ihm Dank für seine Oxforder Lehrtätigkeit, wo er die Münchner Universität in Ehren vertreten hatte, ausgesprochen und insbesondere für seinen Eifer in Bezug auf die Reform des juristischen Unterrichts. Vor allem auch, dass er nach allen Kräften bemüht war, den Kriegsteilnehmern den Übergang in das durch den Krieg unterbrochene Studium zu erleichtern.

## Schriften
- The Lex Aquilia, Oxford 1886.
- Einführung in die Rechtswissenschaft, Eine juristische Enzyklopädie und Methodologie, Zugleich zur Wiedereinführung der Kriegsteilnehmer in das Rechtsstudium insbesondere das Bürgerliche Gesetzbuch, München 1907.
- Was können unsere Universitäten und Hochschulen für ihre im Studium gehemmten Kriegsteilnehmer tun? Mit einem Anhange, Die Eingabe der Münchener Professoren an den Deutschen Reichstag, betreffend die Dreiteilung des akademischen Studienjahres, München 1918.
- Bedeutende Sauerländer, Professor Ludwig Arndts, Ritter von Arnesberg, in: Trutznachtigall, Heimatblatt für das kurkölnische Sauerland, Nr. 6, 1924.
- Das Rechtsstudium der Kriegsteilnehmer, in: Zeitschrift für Rechtspflege in Bayern, München 1917, 13. Jg., 1 ff.